# Derbi Senda

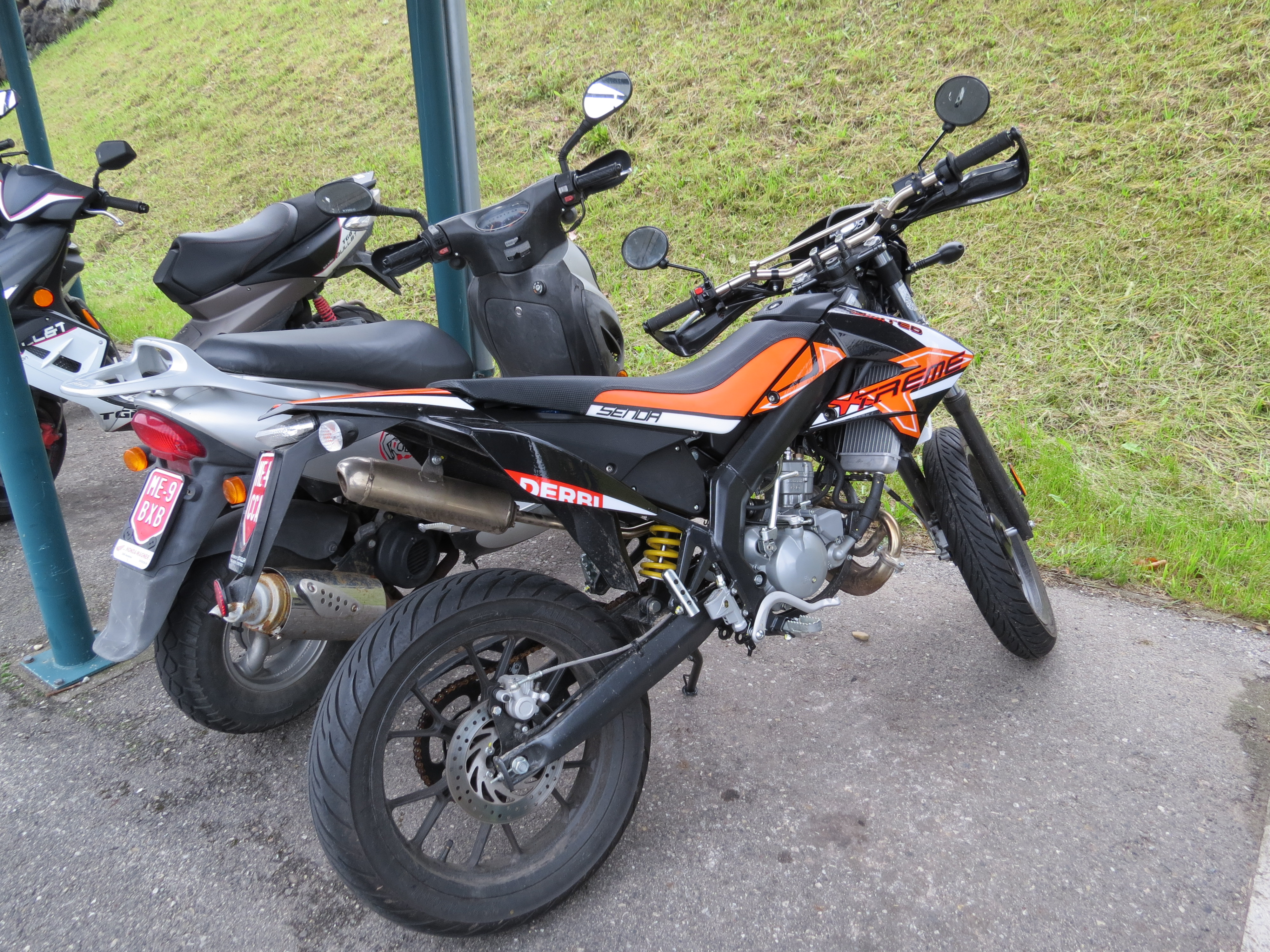
Derbi Senda X-Treme am Bahnhof Ybbs, Österreich (2017)

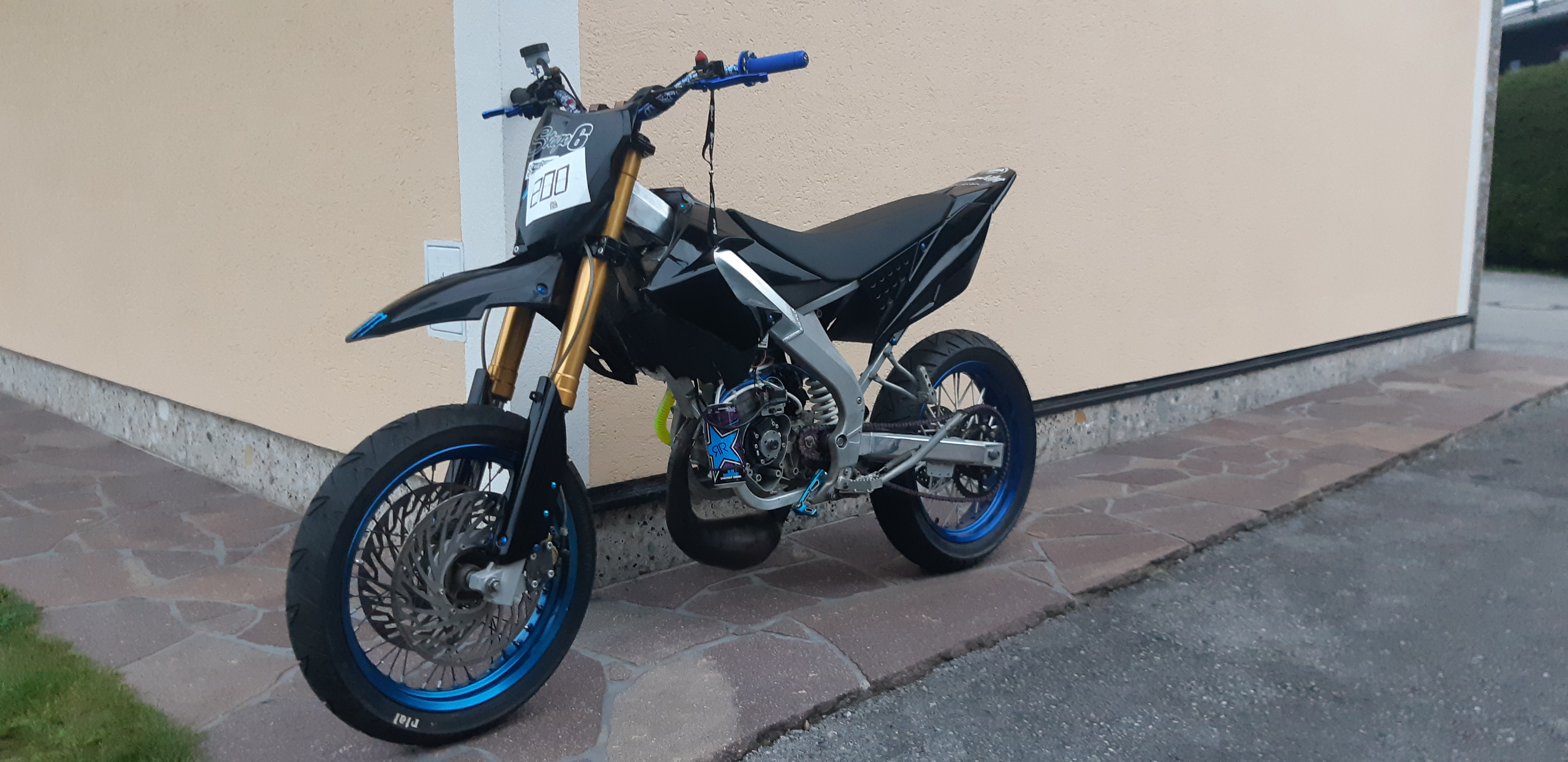
Derbi Senda DRD Pro Baujahr 2006 mit einer Doppelscheibenbremsen Upside down Gabel

Die Derbi Senda ist ein Moped der spanischen Marke Derbi. Sie ist der Nachfolger der Derbi Savannah. Erschienen ist die Derbi Senda 1995. Sie ist das erfolgreichste, sprich meistverkaufte Modell der Marke Derbi.
Vor der Übernahme durch Piaggio gab es die Senda in verschiedenen Ausführungen – R, SM, G/H/L. Alle hatten bis BJ2000 ein Showa Fahrwerk verbaut (Upside Down Gabel), welches auch z. B. in Rieju Modellen verwendet wurde.
Der Rahmen wurde auch in Bultaco Mopeds verbaut, welche schon 1999 ein besseres Fahrwerk mitsamt Umlenkung einbauten. Der Rahmen wurde auch für die Derbi Fenix verwendet.
Ursprünglich war ein Derbi-EBS-Motor mit 4 Gängen verbaut, welches jedoch mit der „6V“-Serie im Jahr 1996 auf ein 6-Gang-Getriebe getauscht wurde.
Es gab auch eine Kleinmotorrad Version, welche als „Derbi Senda 75 bzw 100“ verkauft wurde. Diese waren im Gegensatz von den Mopedversionen nicht gedrosselt und mit einer besseren Kurbelwelle ausgestattet.
Hauptkonkurrenten der Derbi Senda war/ist die Aprilia RX/SX50 und Rieju RR.
Seit 2006 werden die Senda und ihre Pendants mit dem neuen Alu-Profilrahmen und dem neuen D50B0-Motor ausgeliefert. Der Motor einer Derbi Senda 50 leistet gedrosselt 2,85 PS und ungedrosselt 8 PS.
Die Derbi Senda ist (bis auf die Verkleidung und die damit verbundenen Rahmenstellen zum Befestigen dieser) baugleich mit der Gilera SMT 50, Gilera RCR 50, Aprilia SX 50 (ab Bj. 06) und Aprilia RX 50 (ab Bj. 06).
Ebenfalls baugleich im Rahmen und Motor waren die Gilera-GSM-50-Modelle ab 2001/2002 bis 2004. Diese waren wie die Senda-Modelle dieser Zeit ausgestattet mit einem Gitterrohrrahmen und dem Derbi-EBS-Motor.
In der 50-cm³-Klasse stehen verschiedene Modelle in zumeist zwei Ausführungen – „DRD X-Treme“ und „DRD Pro“ nur in einer – zur Verfügung (nach Preis geordnet):
- Derbi Senda R X-Race, Derbi Senda SM X-Race
- Derbi Senda R X-Treme, Derbi Senda SM X-Treme
- Derbi Senda R DRD Racing, Derbi Senda SM DRD Racing
- Derbi Senda SM DRD Evo
- Derbi Senda R DRD Pro, Derbi Senda SM DRD Pro
- Derbi Senda SM DRD Pro 80 Malossi

Das R bezeichnet die Enduroausführungen; SM steht für Supermoto. Vorgesehen sind die R-Ausführungen für den Geländeeinsatz und die SM-Ausführungen eher für den Straßeneinsatz. Die beiden Ausführungen unterscheiden sich in Bereifung, Kotflügel und Sitzhöhe.
Der Unterschied zwischen den Modellen liegt in Design, Ausstattung und dem daraus resultierenden Preis. So sind zum Beispiel die Radien der Bremsscheiben unterschiedlich groß, oder es ist eine bessere Federgabel verbaut.
Die DRD-Pro-Modelle sind Wettbewerbsversionen der Senda und verfügen, im Gegensatz zu anderen Modellen, zusätzlich über einen E-Starter. Die DRD Pro ist mit dem normalen D50B0-50-cm³-Motor ausgestattet, wohingegen die DRD Pro 80 Malossi ab Werk mit 80 cm³ Rennzylinder, Rennkurbelwelle und vielen anderen Tuningteilen von Malossi ausgerüstet ist. Sie besitzt keine Straßenzulassung und ist, wie die DRD Pro, in Deutschland nicht offiziell erhältlich.
Außerdem gibt es noch verschiedene Sendas mit einem 125-cm³-Motor:
- Derbi Senda R 125 Baja (Enduro)
- Derbi Senda SM 125 Baja (Supermoto)
- Derbi Senda DRD 125 4T (SM/R) (mit neuem 125-cm³-4-Ventil-Viertaktmotor, der in Zusammenarbeit mit Piaggio entwickelt wurde).

Bis jetzt gibt es noch keinen Derbi Motor mit Euro5 Norm. Deswegen sind die letzten Derbi/Aprilia/Gilera Modelle nur mit Euro4 Norm verfügbar und werden bis zum jetzigen Zeitpunkt (8/22) nicht mehr produziert. Die Derbi Homepage ist leer – keine neuen Modelle.

## Technische Daten
D50B0 Motor:
- 1 Zylinder 2-Takt, wassergekühlt
- 49 cm³
- Getrenntschmierung
- Aluminiumguss-Zylinder
- Bohrung × Hub: 39,88 mm × 40 mm
- Kompression: 11,5:1
- Vergaser: Dell’Orto PHVA 17,5 (früher PHVA 14)
- Ducati-CDI-Zündung
- 6-Gang-Getriebe
- Sekundärübersetzung: 11:53 (in Deutschland und Österreich)

Abmessungen (50 cm³ Modell mit Aluminium-Rahmen):
- Gesamtlänge 2123 mm
- Radstand 1400 mm
- Breite (am Lenker) 870 mm

## Fahrleistungen
Gedrosselt:
- Vmax: 45 km/h (straßenzugelassen)

Entdrosselt:
- Vmax: bis ca. 80–85 km/h, je nach Übersetzung (in Deutschland laut Straßenverkehrs-Ordnung nicht erlaubt, legal z. B. in der Schweiz als Kat. A1 Zulassung (50 cm³, max. 11 kW)).